# Allotinus sibyllina
Allotinus sibyllina är en fjärilsart som beskrevs av Riley 1945. Allotinus sibyllina ingår i släktet Allotinus och familjen juvelvingar. Inga underarter finns listade i Catalogue of Life.